# 14 dage i Jernalderen
14 dage i Jernalderen er en dansk dokumentarfilm fra 1977 instrueret af Jørgen Roos.

## Handling
I oldtidsbyen ved Lejre lever en dansk familie i to uger, som man gjorde for 2000 år siden. Fortidsfamilien skal gøre sig sine egne erfaringer og gennem dette eksperiment viderebringe oplysninger, der kan skabe større vished og forståelse i nutiden for livet dengang. Filmen følger familiens daglige arbejde med at skaffe mad og varme til langhuset, med at konstruere nye redskaber, fange fisk med spyd osv. De enkelte familiemedlemmer giver også udtryk for deres personlige oplevelse af de to ugers ophold i oldtidsbyen - et ophold, som også for familien internt (2 voksne og 3 børn) har haft sin betydning. Filmen blev oprindeligt produceret til BBC.